# Stegastes pelicieri
Stegastes pelicieri är en fiskart som beskrevs av Allen och Emery, 1985. Stegastes pelicieri ingår i släktet Stegastes och familjen Pomacentridae. Inga underarter finns listade i Catalogue of Life.